# John Coleman (meteorologo)
John Stewart Coleman (Alpine, 15 ottobre 1934 – Las Vegas, 20 gennaio 2018) è stato un giornalista e meteorologo statunitense.

## Biografia
Coleman ha iniziato la sua carriera nel 1953 mentre era studente all'Università dell'Illinois - Urbana-Champaign, trasmettendo le previsioni meteorologiche in prima serata nell'emittente televisiva WCIA a Champaign. Laureatosi in giornalismo nel 1957, è diventato conduttore televisivo di un programma di previsioni meteorologiche dell'emittente televisiva WMBD-TV a Peoria. In seguito è stato conduttore televisivo anche per le emittenti KETV a Omaha, WISN-TV a Milwaukee e WBBM-TV e WLS-TV a Chicago. Nel 1972, Coleman e i suoi collaboratori della WLS-TV hanno creato e usato la prima mappa meteorologica in chroma key. Nel 1976 Coleman è diventato il principale meteorologo del programma televisivo mattutino Good Morning America della rete televisiva ABC. Nel 1981 ha convinto l'imprenditore Frank Batten ad aiutarlo a fondare The Weather Channel, un canale televisivo a pagamento che fornisce in continuazione previsioni meteorologiche e notizie sulle condizioni del tempo atmosferico negli Stati Uniti. Dopo un anno, a causa di contrasti interni è stato costretto al lasciare The Weather Channel ed è diventato conduttore meteorologico televisivo prima della WCBS-TV a New York e poi della WMAQ-TV a Chicago. Nel 1994 si è trasferito in California per unirsi alla stazione televisiva indipendente KUSI-TV a San Diego per quello che ha chiamato affettuosamente "il suo lavoro in pensione". Si è ritirato nel 2014 lasciando improvvisamente la KUSI-TV  mentre era in vacanza, senza alcun congedo in trasmissione dai telespettatori.

## Posizioni sui cambiamenti climatici
Nel 1983, Coleman aveva ottenuto il premio di meteorologo televisivo dell'anno e lo status di membro professionale dell'American Meteorological Society. A partire dal 2007 ha assunto posizioni scettiche sul riscaldamento globale, arrivando a lasciare l'American Meteorological Society. In una conferenza del 2008 a San Diego ha definito il riscaldamento globale "la più grande truffa della storia". In seguito Coleman è stato invitato a trasmissioni televisive di Fox News e NBC. Nel 2010 ha prodotto un programma per KUSI-TV, in cui accusava le agenzie federali di manipolare i dati sulle temperature. Coleman riteneva di essere qualificato a parlare dell’argomento in seguito alla sua lunga carriera di meteorologo televisivo e membro dell’American Meteorological Society, ma gli è stato contestato di non avere le credenziali scientifiche nel campo degli studi climatici, non avendo una laurea in discipline scientifiche né pubblicazioni scientifiche al suo attivo. Pochi giorni dopo un'intervista televisiva di Coleman, l'amministratore delegato di The Weather Channel ha fatto una dichiarazione ufficiale sui cambiamenti climatici, prendendo le distanze dalle dichiarazioni del co-fondatore del canale televisivo.